# Carlos Powell
Ricardo Arturo Powell, detto Carlos (Florence, 29 agosto 1983), è un cestista statunitense.

## Palmarès
- Campione NIT (2005)
- MVP National Invitation Tournament (2005)
- All-NBDL Third Team (2008)